# Lettonie aux Jeux olympiques d'hiver de 2022
La Lettonie participe aux Jeux olympiques d'hiver de 2022 à Pékin en Chine du 4 au 20 février 2022. Il s'agit de sa douzième participation à des Jeux d'hiver.

## Participation
Aux Jeux olympiques d'hiver de 2022, les athlètes de l'équipe de Lettonie participent aux épreuves suivantes : 
| Sport               | Hommes | Femmes | Total |
| ------------------- | ------ | ------ | ----- |
| Biathlon            | 0      | 1      | 1     |
| Bobsleigh           | 5      | 0      | 5     |
| Combiné nordique    | 1      | 0      | 1     |
| Hockey sur glace    | 27     | 0      | 27    |
| Luge                | 7      | 3      | 10    |
| Patinage artistique | 1      | 0      | 1     |
| Patinage de vitesse | 1      | 0      | 1     |
| Short-track         | 2      | 0      | 2     |
| Skeleton            | 2      | 1      | 3     |
| Ski alpin           | 1      | 1      | 2     |
| Ski de fond         | 2      | 5      | 7     |
| Total               | 49     | 11     | 60    |

## Médaillés
| Sport | Discipline         | Athlète(s)                                                | Performance   | Date       |
| ----- | ------------------ | --------------------------------------------------------- | ------------- | ---------- |
| Luge  | Relais par équipes | Elīza Tīruma Kristers Aparjods Mārtiņš Bots Roberts Plūme | 3 min 4 s 354 | 10 février |

## Résultats

### Biathlon
| Athlète       | Épreuve    | Temps         | Pénalité    | Rang |
| ------------- | ---------- | ------------- | ----------- | ---- |
| Baiba Bendika | Individuel | 51 min 10 s 3 | 6 (1+3+0+2) | 58e  |
| Baiba Bendika | Sprint     | 23 min 20 s 7 | 3 (1+2)     | 50e  |
| Baiba Bendika | Poursuite  | 41 min 11 s 9 | 6 (2+1+2+1) | 48e  |

### Bobsleigh
| Athlètes * : pilote                                          | Épreuve      | Course 1 | Course 1 | Course 2     | Course 2 | Course 3     | Course 3 | Course 4     | Course 4 | Total         | Total |
| Athlètes * : pilote                                          | Épreuve      | Temps    | Rang     | Temps        | Rang     | Temps        | Rang     | Temps        | Rang     | Temps         | Rang  |
| ------------------------------------------------------------ | ------------ | -------- | -------- | ------------ | -------- | ------------ | -------- | ------------ | -------- | ------------- | ----- |
| Oskars Ķibermanis* Matīss Miknis                             | Bob à deux   | 59 s 65  | 10e      | 59 s 94      | 7e       | 59 s 82      | 10e      | 59 s 93      | 5e       | 3 min 59 s 34 | 9e    |
| Emīls Cipulis* Edgars Nemme                                  | Bob à deux   | 1 min    | 18e      | 1 min 0 s 24 | 16e      | 1 min 0 s 20 | 16e      | 1 min 0 s 46 | 18e      | 4 min 0 s 90  | 17e   |
| Oskars Ķibermanis* Dāvis Spriņģis Matīss Miknis Edgars Nemme | Bob à quatre | 58 s 70  | 7e       | 58 s 86      | 2e       | 58 s 41      | 4e       | 59 s 30      | 5e       | 3 min 55 s 27 | 5e    |

### Combiné nordique
| Athlète             | Épreuve          | Saut à ski | Saut à ski | Saut à ski | Ski de fond   | Ski de fond | Total         | Total   |
| Athlète             | Épreuve          | Distance   | Points     | Rang       | Temps         | Rang        | Temps         | Rang    |
| ------------------- | ---------------- | ---------- | ---------- | ---------- | ------------- | ----------- | ------------- | ------- |
| Markuss Vinogradovs | Tremplin normal, | 72,0 m     | 55,0       | 43e        | 29 min 22 s 4 | 44e         | 34 min 34 s 4 | 44e     |
| Markuss Vinogradovs | Grand tremplin,  | 88,0 m     | 30,9       | 47e        | Abandon       | Abandon     | Abandon       | Abandon |

### Hockey sur glace
| Compétition      | Phase de groupe   | Phase de groupe      | Phase de groupe       | Phase de groupe | Tour qualificatif    | Quart de finale  | Demi-finale      | Finale / MB      | Finale / MB |
| Compétition      | Adversaire Score  | Adversaire Score     | Adversaire Score      | Rang            | Adversaire Score     | Adversaire Score | Adversaire Score | Adversaire Score | Rang        |
| ---------------- | ----------------- | -------------------- | --------------------- | --------------- | -------------------- | ---------------- | ---------------- | ---------------- | ----------- |
| Tournoi masculin | Suède Défaite 2-3 | Finlande Défaite 1-3 | Slovaquie Défaite 2-5 | 4e              | Danemark Défaite 2-3 | Éliminés         | Éliminés         | Éliminés         | 11e         |

### Luge
| Athlètes                                                  | Épreuve          | Course 1      | Course 1 | Course 2      | Course 2 | Course 3      | Course 3    | Course 4      | Course 4    | Total          | Total                               |
| Athlètes                                                  | Épreuve          | Temps         | Rang     | Temps         | Rang     | Temps         | Rang        | Temps         | Rang        | Temps          | Rang                                |
| --------------------------------------------------------- | ---------------- | ------------- | -------- | ------------- | -------- | ------------- | ----------- | ------------- | ----------- | -------------- | ----------------------------------- |
| Kendija Aparjode                                          | Monoplace femmes | 59 s 107      | 13e      | 59 s 020      | 7e       | 58 s 928      | 15e         | 59 s 084      | 12e         | 3 min 56 s 139 | 11e                                 |
| Elīza Tīruma                                              | Monoplace femmes | 58 s 956      | 8e       | 58 s 849      | 6e       | 58 s 865      | 11e         | 58 s 771      | 8e          | 3 min 55 s 441 | 8e                                  |
| Elīna Ieva Vītola                                         | Monoplace femmes | 59 s 025      | 12e      | 59 s 140      | 14e      | 59 s 029      | 17e         | 1 min 0 s 957 | 18e         | 3 min 58 s 151 | 18e                                 |
| Kristers Aparjods                                         | Monoplace hommes | 57 s 364      | 4e       | 57 s 597      | 6e       | 57 s 399      | 4e          | 57 s 693      | 9e          | 3 min 50 s 053 | 5e                                  |
| Gints Bērziņš                                             | Monoplace hommes | 57 s 414      | 7e       | 57 s 709      | 7e       | 57 s 480      | 6e          | 57 s 570      | 7e          | 3 min 50 s 173 | 7e                                  |
| Artūrs Dārznieks                                          | Monoplace hommes | 58 s 166      | 17e      | 59 s 370      | 28e      | 57 s 932      | 12e         | 58 s 241      | 17e         | 3 min 53 s 709 | 18e                                 |
| Mārtiņš Bots Roberts Plūme                                | Biplace (hommes) | 58 s 628      | 5e       | 58 s 791      | 5e       | Non disputé   | Non disputé | Non disputé   | Non disputé | 1 min 57 s 419 | 4e                                  |
| Andris Šics Juris Šics                                    | Biplace (hommes) | 58 s 703      | 6e       | 58 s 734      | 4e       | Non disputé   | Non disputé | Non disputé   | Non disputé | 1 min 57 s 437 | 5e                                  |
| Elīza Tīruma Kristers Aparjods Mārtiņš Bots Roberts Plūme | Relais mixte     | 1 min 0 s 578 | 5e       | 1 min 1 s 451 | 3e       | 1 min 2 s 325 | 5e          | Non disputé   | Non disputé | 3 min 4 s 354  | Médaille de bronze, Jeux olympiques |

### Patinage artistique
| Athlète          | Épreuve           | Programme court Danse originale | Programme court Danse originale | Programme libre Danse libre | Programme libre Danse libre | Total  | Total |
| Athlète          | Épreuve           | Points                          | Rang                            | Points                      | Rang                        | Points | Rang  |
| ---------------- | ----------------- | ------------------------------- | ------------------------------- | --------------------------- | --------------------------- | ------ | ----- |
| Deniss Vasiļjevs | Individuel hommes | 85,30                           | 16e                             | 167,41                      | 12e                         | 252,71 | 13e   |

### Patinage de vitesse
| Athlète        | Épreuve             | Course        | Course |
| Athlète        | Épreuve             | Temps         | Rang   |
| -------------- | ------------------- | ------------- | ------ |
| Haralds Silovs | 1 500 mètres hommes | 1 min 48 s 24 | 24e    |

| Athlète        | Épreuve | Demi-finale | Demi-finale   | Demi-finale | Finale  | Finale  | Finale |
| Athlète        | Épreuve | Points      | Temps         | Rang        | Points  | Temps   | Rang   |
| -------------- | ------- | ----------- | ------------- | ----------- | ------- | ------- | ------ |
| Haralds Silovs | Hommes  | 3           | 7 min 59 s 50 | 9e          | Éliminé | Éliminé | 17e    |

### Patinage de vitesse sur piste courte (short-track)
| Athlète           | Épreuve | Série          | Série       | Quart de Finale | Quart de Finale | Demi-finale    | Demi-finale | Finale Finale B | Finale Finale B |
| Athlète           | Épreuve | Temps          | Rang        | Temps           | Rang            | Temps          | Rang        | Temps           | Rang            |
| ----------------- | ------- | -------------- | ----------- | --------------- | --------------- | -------------- | ----------- | --------------- | --------------- |
| Roberts Krūzbergs | 500 m   | 40 s 430       | 3e          | 40 s 694        | 3e              | 41 s 870       | 5e          | 41 s 465        | 9e              |
| Roberts Krūzbergs | 1 000 m | 1 min 23 s 979 | 3e          | Éliminé         | Éliminé         | Éliminé        | Éliminé     | Éliminé         | 20e             |
| Roberts Krūzbergs | 1 500 m | Non disputé    | Non disputé | 2 min 10 s 999  | 5e              | Éliminé        | Éliminé     | Éliminé         | 26e             |
| Reinis Bērziņš    | 1 500 m | Non disputé    | Non disputé | 2 min 15 s 371  | 5e Repêché      | 2 min 14 s 714 | 4e          | 2 min 18 s 499  | 15e             |

### Skeleton
| Athlètes       | Épreuve | Course 1     | Course 1 | Course 2     | Course 2 | Course 3     | Course 3 | Course 4     | Course 4 | Total         | Total |
| Athlètes       | Épreuve | Temps        | Rang     | Temps        | Rang     | Temps        | Rang     | Temps        | Rang     | Temps         | Rang  |
| -------------- | ------- | ------------ | -------- | ------------ | -------- | ------------ | -------- | ------------ | -------- | ------------- | ----- |
| Martins Dukurs | Hommes  | 1 min 0 s 62 | 6e       | 1 min 0 s 62 | 3e       | 1 min 0 s 40 | 4e       | 1 min 1 s 12 | 13e      | 1 min 2 s 76  | 7e    |
| Tomass Dukurs  | Hommes  | 1 min 0 s 76 | 8e       | 1 min 0 s 79 | 7e       | 1 min 0 s 74 | 10e      | 1 min 0 s 92 | 10e      | 4 min 3 s 21  | 9e    |
| Endija Tērauda | Femmes  | 1 min 2 s 98 | 20e      | 1 min 3 s 15 | 19e      | 1 min 2 s 65 | 18e      | 1 min 2 s 79 | 17e      | 4 min 11 s 57 | 20e   |

### Ski alpin
| Athlète               | Épreuve      | 1re manche   | 1re manche | 2e manche     | 2e manche | Total         | Total   |
| Athlète               | Épreuve      | Temps        | Rang       | Temps         | Rang      | Temps         | Rang    |
| --------------------- | ------------ | ------------ | ---------- | ------------- | --------- | ------------- | ------- |
| Miks Edgars Zvejnieks | Slalom       | Abandon      | Abandon    | Éliminé       | Éliminé   | Éliminé       | Éliminé |
| Miks Edgars Zvejnieks | Slalom géant | 1 min 9 s 59 | 33e        | 1 min 13 s 04 | 26e       | 2 min 22 s 63 | 26e     |

| Athlète       | Épreuve | 1re manche   | 1re manche | 2e manche | 2e manche | Finale  | Finale  |
| Athlète       | Épreuve | Temps        | Rang       | Temps     | Rang      | Temps   | Rang    |
| ------------- | ------- | ------------ | ---------- | --------- | --------- | ------- | ------- |
| Liene Bondare | Slalom  | 1 min 0 s 45 | 48e        | Abandon   | Abandon   | Abandon | Abandon |

### Ski de fond
| Athlète         | Épreuve                   | Classique    | Classique   | Libre             | Libre             | Total             | Total |
| Athlète         | Épreuve                   | Temps        | Rang        | Temps             | Rang              | Temps             | Rang  |
| --------------- | ------------------------- | ------------ | ----------- | ----------------- | ----------------- | ----------------- | ----- |
| Raimo Vīgants   | Skiathlon (15 km + 15 km) | 44 min 5 s 9 | 50e         | A concédé un tour | A concédé un tour | A concédé un tour | 51e   |
| Roberts Slotiņš | 15 km classique           | Non disputé  | Non disputé | Non disputé       | Non disputé       | 44 min 44 s 8     | 74e   |
| Raimo Vīgants   | 15 km classique           | Non disputé  | Non disputé | Non disputé       | Non disputé       | 43 min 10 s 9     | 62e   |
| Roberts Slotiņš | 50 km libre 30 km libre   | Non disputé  | Non disputé | Non disputé       | Non disputé       | 1 h 24 min 46 s 4 | 54e   |
| Raimo Vīgants   | 50 km libre 30 km libre   | Non disputé  | Non disputé | Non disputé       | Non disputé       | 1 h 18 min 55 s 2 | 44e   |

| Athlète                                                    | Épreuve                     | Classique   | Classique   | Libre       | Libre       | Total             | Total   |
| Athlète                                                    | Épreuve                     | Temps       | Rang        | Temps       | Rang        | Temps             | Rang    |
| ---------------------------------------------------------- | --------------------------- | ----------- | ----------- | ----------- | ----------- | ----------------- | ------- |
| Patrīcija Eiduka                                           | Skiathlon (7,5 km + 7,5 km) | Forfait     | Forfait     | Forfait     | Forfait     | Forfait           | Forfait |
| Kitija Auziņa                                              | 10 km classique             | Non disputé | Non disputé | Non disputé | Non disputé | 33 min 26 s 3     | 68e     |
| Patrīcija Eiduka                                           | 10 km classique             | Non disputé | Non disputé | Non disputé | Non disputé | 30 min 34 s 7     | 23e     |
| Samanta Krampe                                             | 10 km classique             | Non disputé | Non disputé | Non disputé | Non disputé | 39 min 34 s 2     | 93e     |
| Estere Volfa                                               | 10 km classique             | Non disputé | Non disputé | Non disputé | Non disputé | 363 min 36 s 9    | 84e     |
| Baiba Bendika                                              | 30 km libre                 | Non disputé | Non disputé | Non disputé | Non disputé | 1 h 33 min 37 s 8 | 31e     |
| Patrīcija Eiduka                                           | 30 km libre                 | Non disputé | Non disputé | Non disputé | Non disputé | 1 h 33 min 51 s 2 | 32e     |
| Patrīcija Eiduka Kitija Auziņa Estere Volfa Samanta Krampe | Relais 4 × 5 km             | Non disputé | Non disputé | Non disputé | Non disputé | 1 h 1 min 20 s 9  | 17e     |

| Athlète                       | Épreuve            | Qualification | Qualification | Quart de finale | Quart de finale | Demi-finale    | Demi-finale | Finale    | Finale   |
| Athlète                       | Épreuve            | Temps         | Rang          | Temps           | Rang            | Temps          | Rang        | Temps     | Rang     |
| ----------------------------- | ------------------ | ------------- | ------------- | --------------- | --------------- | -------------- | ----------- | --------- | -------- |
| Roberts Slotiņš               | Individuel hommes  | 3 min 7 s 41  | 70e           | Éliminé         | Éliminé         | Éliminé        | Éliminé     | Éliminé   | Éliminé  |
| Raimo Vīgants                 | Individuel hommes  | 2 min 53 s 98 | 28e           | 3 min 6 s 63    | 4e              | Éliminé        | Éliminé     | Éliminé   | 20e      |
| Roberts Slotiņš Raimo Vīgants | Par équipes hommes | Non disputé   | Non disputé   | Non disputé     | Non disputé     | 21 min 6 s 82  | 11e         | Éliminés  | 21e      |
| Kitija Auziņa                 | Individuel femmes  | 3 min 51 s 60 | 76e           | Éliminée        | Éliminée        | Éliminée       | Éliminée    | Éliminée  | Éliminée |
| Patrīcija Eiduka              | Individuel femmes  | 3 min 24 s 32 | 32e           | Éliminée        | Éliminée        | Éliminée       | Éliminée    | Éliminée  | Éliminée |
| Samanta Krampe                | Individuel femmes  | 3 min 46 s 66 | 73e           | Éliminée        | Éliminée        | Éliminée       | Éliminée    | Éliminée  | Éliminée |
| Estere Volfa                  | Individuel femmes  | 4 min 3 s 36  | 81e           | Éliminée        | Éliminée        | Éliminée       | Éliminée    | Éliminée  | Éliminée |
| Kitija Auziņa Estere Volfa    | Par équipes femmes | Non disputé   | Non disputé   | Non disputé     | Non disputé     | 26 min 46 s 26 | 11e         | Éliminées | 21e      |